# Paximadia
Paximadia (Grieks: Παξιμάδια) zijn twee kleine onbewoonde eilanden in de Golf van Mesara, ongeveer 12 km ten zuiden van Agia Galini in de fusiegemeente Rethymno. Ze liggen in de Libische Zee ten zuiden van Kreta. Doordat de twee eilanden dicht bij elkaar liggen lijken ze van een afstand een geheel te vormen.

## Naam
Lokale bewoners noemen de eilanden vaak Elephantaki omdat ze lijken op een olifant die in het water ligt, met zijn slurf naar het westen gericht. De naam Paximadia is te danken de gelijkenis met een droog Kretenzisch koekje met de naam Paximadi (meervoud Paximadia). In het oude Kreta stonden ze ook bekend als Dionysioi naar de god Dionysus en ook als Letoai of Letoa (Oudgrieks: Λητῴα) naar de godin Leto.

## Mythologie
Volgens de Kretenzische mythologie heeft de godin Leto op deze eilanden de god Apollo en de godin Artemis gebaard.

## Stranden
Er zijn geïsoleerde zandstranden op deze eilanden die per boot te bereiken zijn vanuit Agia Galini.